# 보츠와나 국가 올림픽 위원회
보츠와나 국가 올림픽 위원회(영어: Botswana National Olympic Committee)는 보츠와나를 대표하는 국가 올림픽 위원회이다. IOC 코드는 BOT이다. 본부는 가보로네에 있으며 아프리카 국가 올림픽 위원회 연합에 소속되어 있다.
1978년에 설립되었으며 1980년에 국제 올림픽 위원회의 승인을 받았다. 올림픽, 올아프리카 게임, 코먼웰스 게임을 비롯한 국제 스포츠 대회에 참가하는 보츠와나의 선수들을 대표한다.

## 같이 보기
- 올림픽 보츠와나 선수단